# Chinesische Volksliteratur
Volksliteratur (chinesisch 民间文学, Pinyin mínjiàn wénxué – „Volksliteratur“) wird in der chinesischen Kultur sehr geschätzt und ihr kommt dort ein hoher Stellenwert zu. Die chinesische Volksliteratur hat einen großen Umfang, und die Entwicklung der chinesischen Literatur wurde von der Volksliteratur stark beeinflusst. Volksliteratur wurde sowohl von Han-Chinesen als auch von ethnischen Minoritäten geschrieben.
Als Begriff bezeichnet Volksliteratur zunächst anonyme Werke der Volkskultur wie Mythen und Märchen, Sagen und Legenden, Volkslieder, Witze, Rätsel und Sprichwörter sowie Anekdoten und ähnliche Formen. Außerdem werden in China zur Volksliteratur auch mündliche Werke, die von professionellen Erzählern vorgetragen werden, gezählt. Diese werden „gesprochene und gesungene Literatur“ genannt, ihre früheste überlieferte Form sind die Bianwen der Tang-Zeit. Die Genres der mündlichen Literatur sind bis heute in China populär.
Chinesische Mythologie wurde schon früh in der klassischen Literatur überliefert, zunächst bruchstückhaft, z. B. in den Chuci und im Shanhaijing. Das Shi Jing und die Yuefu enthalten, neben anderen Sammlungen, bereits Volkslieder, und einzelne Personen sind auch als Sammler von Volksliedern bekannt, z. B. Feng Menglong.
Die chinesische Lyrik wurde formal stark von Volksdichtung beeinflusst, beispielsweise die Shi und Ci. Die erzählende Literatur in China wurde in ihren Stoffen durch Märchen, Sagen, Legenden und Anekdoten geprägt.
Die verschiedenen Genres der Volksliteratur haben sich durch stoffliche Adaptionen ständig gegenseitig beeinflusst und es werden häufig neue Sujets und Stilarten hervorgebracht. Ebenso nahmen die alte und die moderne Erzählkunst und Dramatik Chinas fortlaufend neue Stoffe der Volksliteratur auf.
Seit der 4.-Mai-Bewegung begann unter westlichem Einfluss die wissenschaftliche Erfassung und Sammlung der Volksliteratur. Diese wird auf Taiwan und in der Volksrepublik China systematisch weitergeführt.